# Leopold Ganzer
 Leopold Ganzer  (* 7. Juni 1929 in Innichen, Südtirol; † 18. August 2008 in Prägraten, Osttirol) war ein österreichischer Maler. Er lebte und arbeitete in Osttirol und Wien.

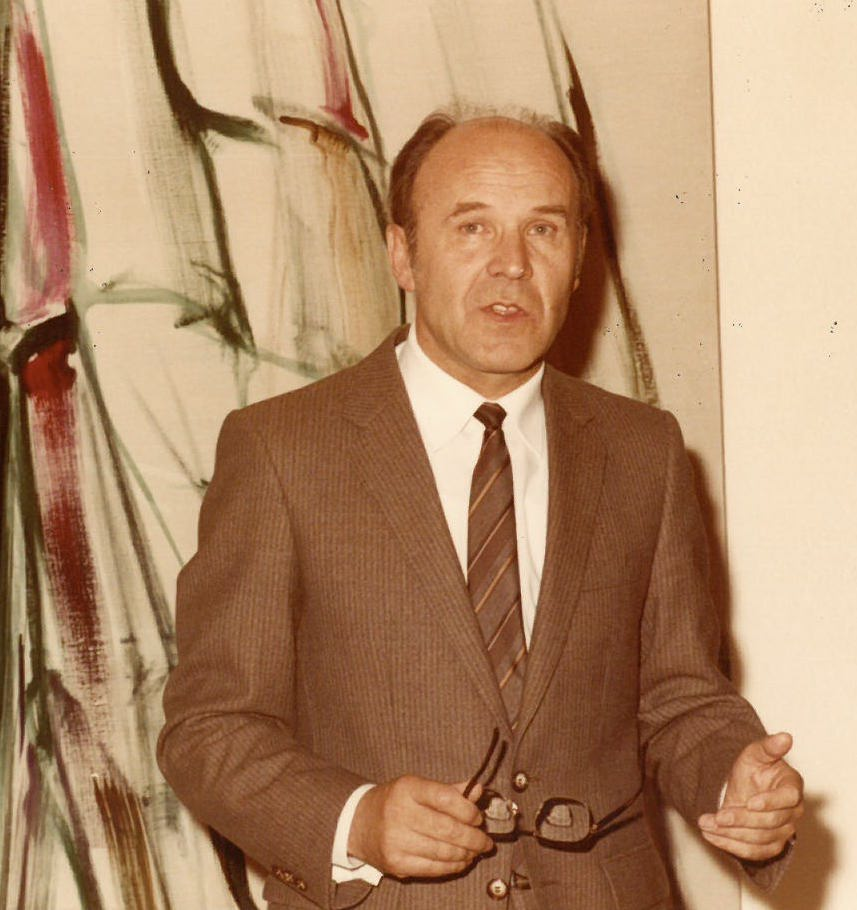
Leopold Ganzer 1984 in Lienz

## Leben
Nach einer kriegsbedingten Unterbrechung seiner Ausbildung an der Kunstgewerbeschule Innsbruck in der Klasse für Bildhauerei bei Hans Pontiller, bildete er sich als Autodidakt weiter. Zu Beginn der 1950er Jahre in der Schweiz lebend, orientierte er sich an den modernen internationalen Kunstströmungen.
Ab 1952 studierte Ganzer an der Akademie der bildenden Künste Wien in der Meisterschule für Malerei bei H. C. Andersen. 1958 schloss er mit der Verleihung des Abgangspreises (Staatspreis) ab. Er kehrte nach Lienz zurück und engagierte sich an der Schaffung einer Ausstellungsplattform für Osttirols Künstler in Lienz. Die 1964 eröffnete „Städtische Galerie“ in Lienz war die erste von einer Stadtgemeinde geführte Galerie Österreichs. Neben Leopold Ganzer waren Franz Walchegger (1913–1965), Josef Manfreda (1890–1967) und Hermann Pedit (1933–2014) die Gründungsinitiatoren.
Nach einem Studienaufenthalt in Paris (1966) und einer Tätigkeit als Dozent an der Kunstschule Mannheim (1970/71) übersiedelte er nach Wien. 1977 wurde Ganzer zum Präsidenten des Berufsverbandes der bildenden Künstler Österreichs (BVÖ) gewählt.
Er zog sich 1985 nach längerer schwerer Krankheit aus allen öffentlichen Funktionen zurück.
Leopold Ganzer mied mehr und mehr den Ausstellungsbetrieb. Vermehrt bezog er ab 1980 seine Bildthematik aus der Bergwelt. 1989, nach dem Erwerb eines Gartens auf dem Schafberg in Wien erfolgte die Hinwendung zu einer veränderten Naturauffassung, die bis zuletzt sein Schaffen prägte.

## Zitate
„Eine kritische Bestandsaufnahme meiner künstlerischen Tätigkeit erbrachte jedoch eine nicht unbeträchtliche Differenz von Erlebnis und Ergebnis. Auch wurde ich misstrauischer gegenüber expressionistischer Übersteigerung. Zu leicht schien mir diese ins Pathetische zu geraten.“

## Ausstellungen
Ganzer hatte zahlreiche nationale und internationale Ausstellungen/Einzelausstellungen unter anderem:
- 1954 Europäisches Jugendfestival Montpellier (Frankreich),
- 1959 Österreichische Staatsdruckerei, Wien
- 1959 Galerie Jordan Paris (Frankreich),
- 1960 Landesmuseum Kärnten Klagenfurt,
- 1962 Galerie Synthese Wien,
- 1963 Tiroler Kunstpavillon Innsbruck,
- 1965 Galerie Goethe Bozen (mit Norbert Drexel),
- 1972 Galerie 20 Wien,
- 1972 Wiener Secession,
- 1973 Galerie Vor U Haarlem (Niederlande),
- 1974 Amerika-Haus Wien,
- 1984 Galerie Synthese Wien,
- 1989 Museum der Stadt Lienz Schloss Bruck,
- 2010 Galerie 9900 Lienz,
- 2010 WIKAM (Wiener internationale Kunst- und Antiquitätenmesse) Künstlerhaus Wien
- 2014 Museum der Stadt Lienz Schloss Bruck,
- 2014 galerie artziwna Wien,
- 2019 galerie artziwna Wien (Papierarbeiten)